# Ingénierie assistée par ordinateur
Pour les articles homonymes, voir IAO, CAE et Ingénierie numérique.
L'ingénierie assistée par ordinateur ou IAO (en anglais computer-aided engineering ou CAE), également qualifiée dingénierie numérique, est l'ensemble des moyens numériques et logiciels habituellement utilisés par les ingénieurs et techniciens des bureaux d'études pour concevoir, simuler et valider de nouveaux produits et processus industriels.
L'aboutissement de la phase d'ingénierie numérique d'un produit est sa maquette numérique.
Font classiquement partie de la catégorie des outils d'ingénierie numérique :
- les logiciels de conception assistée par ordinateur (CAO) ;
- les logiciels de simulation des comportements (statiques, cinématiques, dynamiques, rhéologiques…) ;
- les logiciels de fabrication assistée par ordinateur (FAO) ;
- les systèmes de gestion de données techniques (SGDT) ;
- les systèmes de gestion du cycle de vie (GCVP ou product lifecycle management) ;
- les systèmes de gestion de bases de connaissance (SGBC) ;
- les systèmes de gestion des connaissances (knowledge lifecycle management, KLM) ;
- les environnements immersifs.